# Битва при Семинаре (1495)
Битва при Семинаре (ит. Battaglia di Seminara) — сражение, произошедшее 28 июня 1495 года в Калабрии между французской армией, только что захватившей юг Италии, и армиями Неаполитанского королевства и Испании. 

## Ход сражения
Союзники желали вернуть себе потерянные территории. Французской тяжёлой кавалерии и швейцарским наёмникам они могли противопоставить лишь неаполитанскую лёгкую пехоту и части испанских войск, также носивших лёгкое вооружение и привыкших к войне с маврами в Испании. 
21 июня Гонсало Фернандес де Кордова разместила союзные войска на холмах в одной лиге к востоку от места, господствовавшего над переправой через реку Петраче. Он разместил на своем правом фланге тысячу пехоты и четыреста испанских кавалеристов, а на левом — шесть тысяч неаполитанских и калабрийских добровольцев Фердинанда II.
Его противник, д'Обиньи, повернул к броду, построив на левом фланге французскую кавалерию, которая «насчитывала около четырёхсот линейных всадников и в два раза больше лёгких всадников», а на правом фланге — швейцарских пикинеров, оставив войска французской армии в качестве резерва в своем тылу.
Французы начали переправу, но их атаковала испанская легкая кавалерия силами в 400 всадников, которой удалось на некоторое время расстроить противника. Д'Обиньи и Преси удалось сплотить свои ряды, в то время как испанцы отступили на свои позиции, чтобы перегруппироваться и вернуться в атаку.
Однако неопытная неаполитанская пехота восприняла тактический отход как их бегство и также бежала с поля боя, преследуемая кавалерийскими отрядами противника. Фердинанд II едва не попал в плен, придавленный упавшей лошадью. Видя бегство своих союзников, Кордова приказал отступать, двигаясь к Семинаре под прикрытием пехоты. На следующий день испанцы отошли в Реджо-де-Калабрия. Французы не преследовали.

## Результаты
Результатом битвы стал полный разгром неаполитанских и испанских сил, бегство их с поля боя. Тем не менее, несмотря на то, что французы в данной битве одержали уверенную победу, на самом исходе войны это событие никак не отразилось: союзникам вскоре удалось вытеснить французов из южной части Апеннинского полуострова.
Это сражение примечательно тем, что оно в величайшей степени повлияло на дальнейшую судьбу развития испанской армии. Гонсало Фернандес де Кордова, испанский генерал, вскоре полностью реформирует её, что, ещё позже, приведёт к широкому распространению огнестрельного оружия среди армий всех европейских держав. Испания, в свою очередь, станет самой сильной и могущественной из них.